# Brachiaria remota
Brachiaria remota là một loài thực vật có hoa trong họ Hòa thảo. Loài này được (Retz.) Haines mô tả khoa học đầu tiên năm 1924.